# Bagòss
Il bagòss è un formaggio semigrasso a latte crudo a pasta extra dura, cotta e con l'aggiunta di zafferano, prodotto nel comune di Bagolino in provincia di Brescia. È iscritto tra i PAT e riconosciuto come presidio Slow Food. È detto anche il grana bresciano.

## Notizie generali
La zona di produzione del bagoss è il comune di Bagolino, piccolo comune bresciano dell'alta Val Sabbia o, meglio, della sua afferente Valle del Caffaro.
Bagossi è il nome degli abitanti di Bagolino, e dal nome dialettale del territorio di Bagolino prende quindi il nome del formaggio.
Il bagòss si fa con il latte crudo di vacca bruno-alpina.
Seguendo un'antichissima tradizione, durante la fase di rottura della cagliata i casari aggiungono un cucchiaino di zafferano. Stagiona a lungo: il disciplinare (del presidio Slow Food) prevede almeno 12 mesi, ma la media è più alta (24 o 36 mesi).
Durante l'affinamento, la crosta è unta con olio di lino pastorizzato che le conferisce una tipica colorazione bruno-ocra (originariamente si utilizzava olio di lino crudo, ora non più a norma).
La pezzatura è più grande di quella delle tome di montagna: pesa solitamente 16-18 chilogrammi, ma alcuni bagòss arrivano anche a 20-22 chilogrammi.
I produttori di tale formaggio usano il fuoco a legna e grandi pentoloni di rame. D'estate caseificano in alpeggio, d'inverno la prassi (non esistendo, attualmente, un disciplinare codificato per la produzione) è quella di alimentare gli animali soprattutto con fienagione locale.
La versione estiva, ovvero quella ottenuta a partire da latte prodotto dalla vacche al pascolo in alpeggio (latte di malga), ha caratteristiche peculiari e distintive. Le zone utilizzate (sempre e solo all'interno dei confini comunali) sono quelle del Maniva e della valle Dorizzo.
Quando è ben stagionato, si presta ad essere grattugiato.
Tutti gli anni nel secondo fine settimana di ottobre, in occasione del rito della transumanza (ovvero il ritorno delle vacche dall'alpeggio estivo in montagna alle stalle invernali in paese), si svolge un concorso caseario sul miglior bagoss dell'anno, presieduto dalla delegazione ONAF di Brescia.
Il bagoss ha un "cugino" in provincia di Brescia molto simile per tipologia di formaggio, tipo di latte e vacche, procedimento produttivo e caratteristiche organolettiche, nonché perché i territori di produzione sono confinanti: il Nostrano Valtrompia, che però è DOP.

## Qualità organolettiche
Il bagòss comincia ad esprimere tutta la complessità dopo almeno 10-12 mesi di stagionatura, quando la pasta inizia a diventare granulosa e tende a rompersi in scaglie.

## Caratteristiche chimico-organolettiche

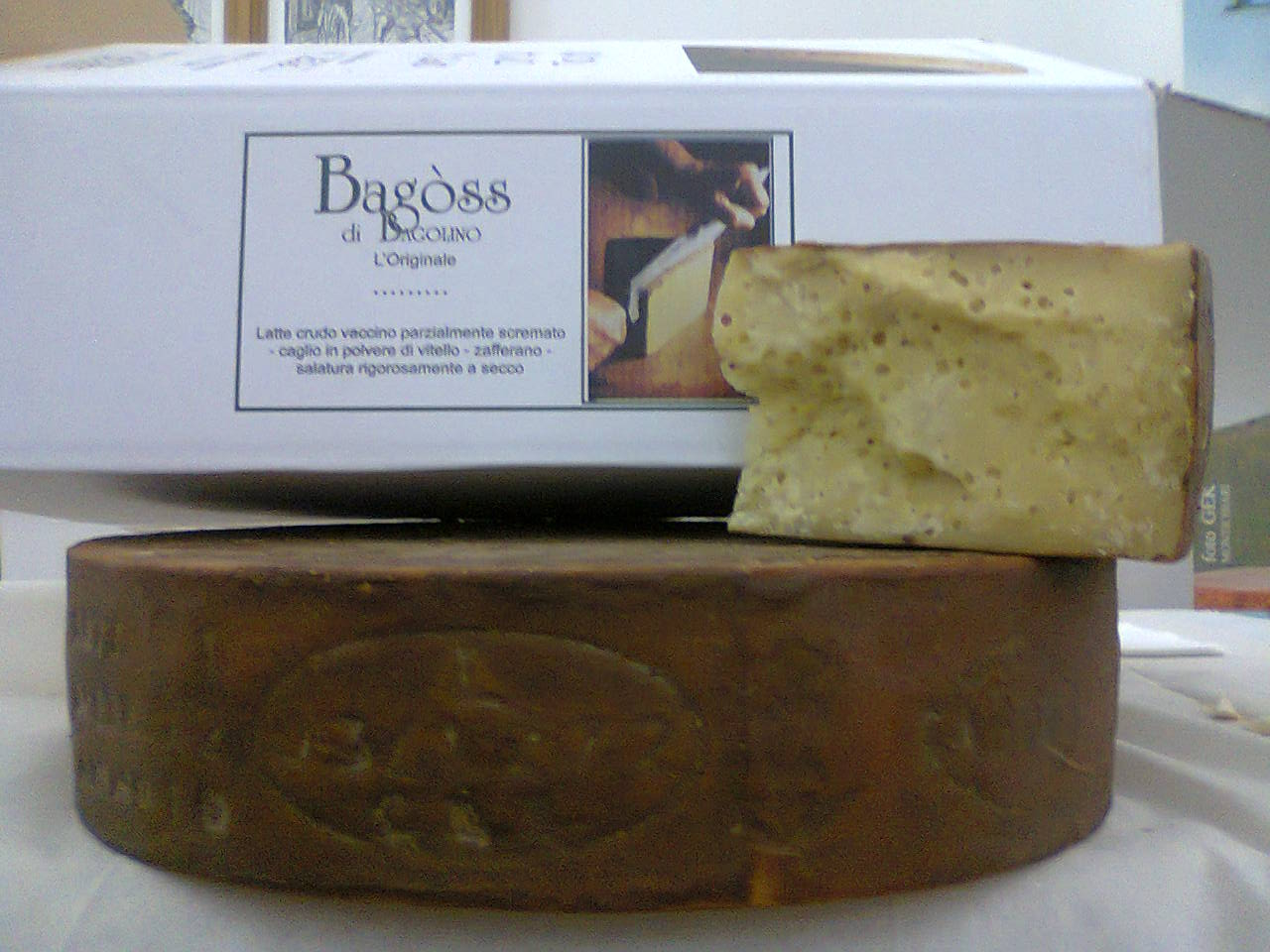
Forma di bagoss con marchio in rilievo

- ingredienti: latte vaccino crudo, sale, caglio, zafferano (solo per la produzione invernale)
- stagionatura: dai 12 ai 48 mesi
- forma cilindrica (sullo scalzo è inciso il marchio relativo)
- dimensioni: piano 40 cm – peso 18 kg circa – scalzo 12–15 cm
- conservazione: in frigorifero 180 giorni
- colore della pasta: giallo paglierino
- sapore della pasta: tipico intenso di formaggio stagionato, penetrante
- struttura della pasta: compatta anche con piccola occhiatura
- note olfattive: odore caratteristico persistente di cuoio, noce/castagno, essenze vegetali
- crosta consistente: bruno scuro oleata con olio di lino
- umidità: max. 35-38 %
- grassi sulla sostanza secca: 23-26 %

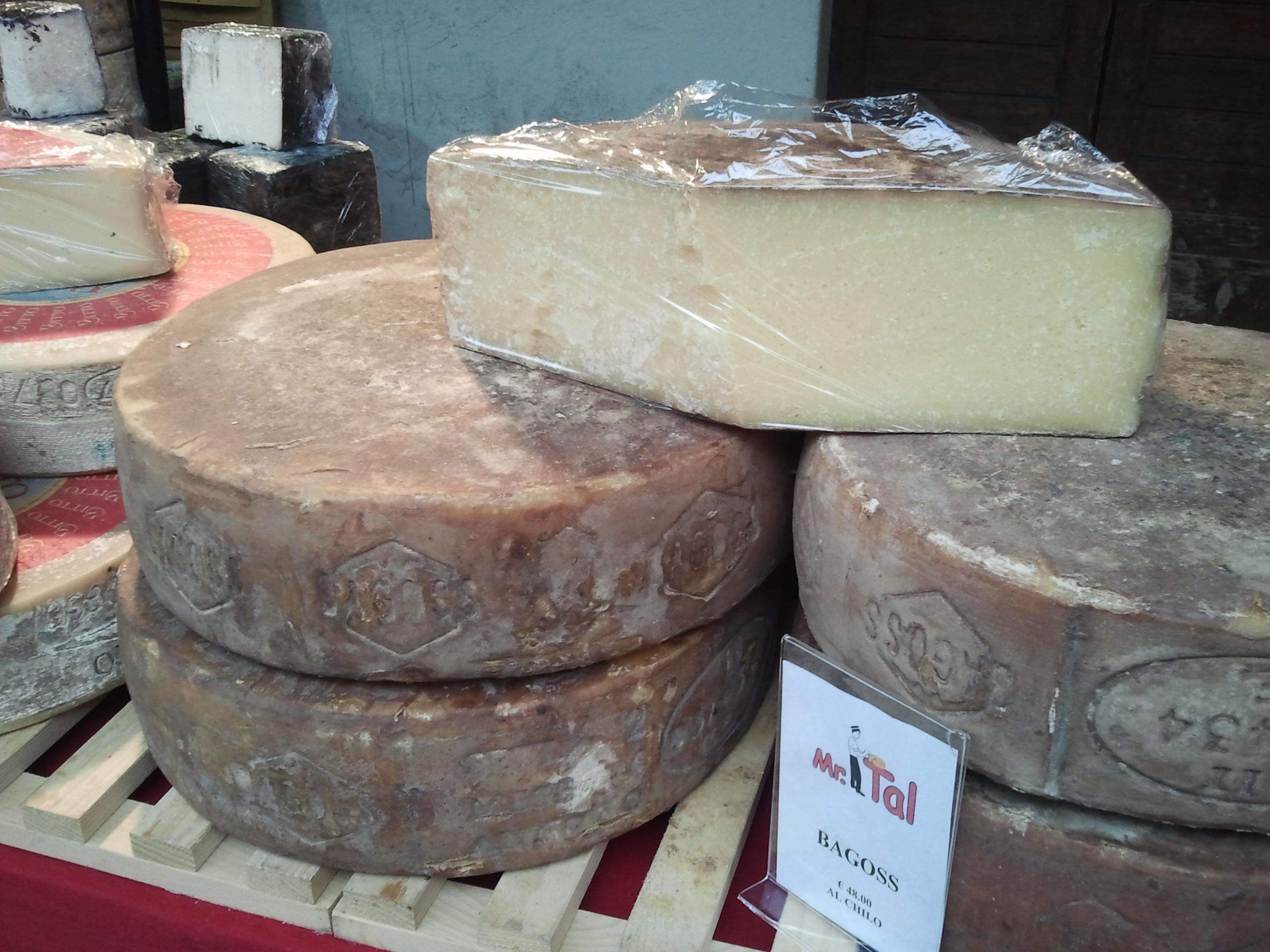
Forme di formaggio bagòss